# Tour Erieview
La tour Erieview est un gratte-ciel situé dans le centre-ville de Cleveland aux États-Unis, qui s'inspire largement des principes architecturaux du style international.

## Contexte
La tour Erieview est le fer de lance d'un vaste projet d'urbanisme lancé en 1960 par la municipalité de Cleveland dirigée par le maire Anthony J. Celebrezze, projet qui vise à rénover toute une zone du centre-ville située entre Chester Avenue et les rives du lac Érié. Le projet Erieview dans son ensemble est conçu par le cabinet de l'architecte sino-américain I.M. Pei. Le bâtiment lui-même suit les plans du cabinet d'architecture Harrison & Abramovitz.

## Caractéristiques
Haut de 161 m pour 40 étages, le bâtiment offre 63 500 m2 d'espaces de bureaux. Le coût de sa construction s'élève à 24 millions de dollars. Sa construction débute au début de l'année 1963 et s'achève en 1964, mais les travaux sur l'ensemble du projet urbain se poursuivent plusieurs années après.
La tour prend différents noms dans son contexte local : « the Erieview Tower », « the Tower at Erieview », « 100 Erieview », ou encore « the Erieview Plaza Tower ».